# Systellantha fruticosa
Systellantha fruticosa är en viveväxtart som först beskrevs av Benjamin Clemens Masterman Stone, och fick sitt nu gällande namn av Benjamin Clemens Masterman Stone. Systellantha fruticosa ingår i släktet Systellantha och familjen viveväxter. Inga underarter finns listade i Catalogue of Life.